# Karl Gleu
Karl Gleu (* 11. März 1901 in Schivelbein; † 20. Januar 1986 in Butzbach) war ein deutscher Chemiker. Er war von 1942 bis 1966 Professor für Anorganische Chemie an der Johann Wolfgang Goethe-Universität in Frankfurt am Main. Er leistete Pionierarbeiten auf den Gebieten der Chemolumineszenz, Komplexchemie und Radiochemie, die ihn zu bedeutenden Anwendungen in der quantitativen und qualitativen chemischen Analyse führten. Karl Gleu gehörte zu den wenigen Chemikern, die bereits in seiner Zeit gruppentheoretische Symmetriebetrachtungen in der Forschung einsetzten.

## Leben
Karl Gleu promovierte 1923 bei Adolf Sieverts (1874–1947) in Frankfurt am Main, über ein Thema aus dem Gebiet der Chemolumineszenz. Sieverts erhielt im selben Jahr einen Ruf an die Friedrich-Schiller-Universität in Jena als Ordinarius für Anorganische Chemie, was die Ernennung zum Direktor des Chemischen Institutes mit einschloss. Gleu folgte seinem Lehrer nach Jena und erwarb sich schnell den Ruf eines geschickten Experimentators und versierten Theoretikers, dessen wissenschaftliche Arbeiten in der Fachwelt große Beachtung fanden. Er habilitierte sich 1932 und erhielt 1941 aufgrund seiner wissenschaftlichen Leistungen den Carl-Duisberg-Gedächtnispreis.
1942 wurde Karl Gleu auf den Lehrstuhl für anorganische Chemie nach Frankfurt am Main berufen, wo er bis zu seiner Emeritierung als Hochschullehrer, Institutsleiter und Forscher tätig war. Trotz der kriegs- und nachkriegsbedingten Schwierigkeiten gelangen ihm auch in Frankfurt wesentliche Entdeckungen. Als einer der ersten Chemiker benutzte Gleu radiochemische Methoden in seine Forschungen und zeigte neue Wege zu ihrer Anwendung.
Karl Gleu war ein herausragender Pädagoge, der durch sein umfassendes physikalisches und mathematisches Wissen auch die theoretischen Grundlagen der Chemie überzeugend vermitteln konnte.

## Wirken
Im Rahmen seiner Chemolumineszenz-Forschung entdeckte K. Gleu zusammen mit K. Pfannstiehl 1936 die katalytische Wirkung von Hämin auf die Reaktion von Luminol mit Oxidationsmitteln wie Wasserstoffperoxid, was mit einer bläulichen Lichterscheinung verbunden ist. Die katalytische Wirkung des Hämin beruht auf dem komplex gebundenen zweiwertigem Eisen. Durch die Luminolreaktion wurde es möglich Blutspuren bis zur Verdünnung 1:10.000.000 nachzuweisen. Die Luminolreaktion bildet seitdem ein gängiges Nachweisverfahren für Blut in der gerichtlichen Chemie und Kriminalistik
.
Im Zusammenhang mit seinen vielfältigen Arbeiten auf dem Gebiet der Komplexchemie gelang K. Glau als Erstem die genaue Bestimmung des Atomgewichtes des Rutheniums.
Die Ausnutzung komplexchemischer Tatsachen führten ihn auch zu neuen Ansätzen in der analytischen Chemie insbesondere die Entwicklung brauchbare Verfahren der chemischen Trennung, um ein beliebiges Element schnell, sicher und auf einfache Weise von sämtlichen übrigen abzutrennen.
Durch seine umfassende Kenntnisse sowohl der Komplexchemie als auch der mathematischen Gruppentheorie war K. Gleu in den 1940er Jahren ein wichtiger Berater von H. Hartmann und F.-E. Ilse bei der Begründung der Ligandenfeldtheorie für Komplexverbindungen. H. Hartmann würdigte 1977 in einem geschichtlichen Rückblick die Rolle von K. Gleu beim Entstehen der Ligandenfeldtheorie.
Zusammen mit R. Schwab untersuchte er nach 1945 die Bedeutung der disubstituierten Dithiocarbamate als Fällungsreagenzien für Metalle, was einen signifikanten Fortschritt in der damaligen, nass-chemischen Analyse darstellte. Dadurch wurde es mögliche Trennungsgänge ohne giftige Hilfsmittel wie Schwefelwasserstoff und mit bedeuten weniger Ausgangsmaterial durchzuführen was besonders bei Edelmetallen bedeutsam ist.
Diese Reagenzien wurden seit den 1960er Jahren wegen ihrer hervorragenden Empfindlichkeit auch in der Firma MERCK zur Spurenanalyse im Rahmen der Qualitätskontrolle der „suprapur“ Reagenzien eingesetzt. Der Gleu-Assistent und spätere Hochschullehrer K.-H. König (1926–2006) hat diese Forschungsrichtung fortgeführt und weitere Reagenzien dieser Art entwickelt.
Das Lebenswerk von Karl Gleu an der Nahtstelle von analytischer und physikalischer Chemie illustriert, dass Innovationen auch im analytischen Bereich die gründliche Kenntnisse der physiko-chemischen Prinzipien molekularen Verhaltens voraussetzen.